# San Rocco (Cima da Conegliano)
Il San Rocco è un dipinto a olio su tavola (116,5x47 cm) attribuito a Cima da Conegliano e conservato presso il Musée des Beaux-Arts di Strasburgo. Il pannello faceva parte del polittico poi smembrato composto dalle due tavole laterali raffiguranti i santi Rocco e Sebastiano, la tavola centrale con santa Cateerina d'Alessandria e la cimasa con la Madonna col Bambino e si santi Francesco d'Assisi e Antonio di Padova.

## Storia e descrizione
Nel 1502 all'artista fu commissionato un  trittico completo di lunetta per la chiesa di Mestre dedicata a san Rocco. Le quattro tavole di pioppo che lo componevano furono poi smembrate e vendute. Due, quelle raffiguranti san Sebastiano e san Rocco sono conservate nel museo di Strasburgo, mentre la tavola centrale con santa Caterina d'Alessandria e la lunetta con la Madonna col Bambino e i santi Francesco d'Assisi e Antonio di Padova, sono esposti nella pinacoteca Wallace Collection di Londra.
La chiesa era gestita dai frati minori conventuali, e priore alla data del 1502, era Germano da Casale che concesse la commissione dell'opera alla confraternita della Scuola di San Rocco che era stata fondata il 1º aprile 1487. Copia dell'intero polittico eseguita nel 172, è conservata nel duomo di Mestre dedicato a san Lorenzo. Nel medesimo anno la chiesa fu oggetto di lavori di ammodernamento e l'altare maggiore fu sostituito da uno nuovo in pietra che portò a spostare l'opera su di un altare laterale venendo poi acquistata da John Strange che era residente a Mestre che lo divise vendendolo a acquirenti differenti.
Il pannello raffigurante san Rocco era posto a destra del trittico, e corrispondente sul lato sinistro vi era quello raffigurante san Sebastiano, i due santi furono scelti perché patroni della peste e dei contagiati. La ricostruzione e l'attribuzione al Cima da Conegliano è stata possibile proprio grazie alla copia in San Lorenzo di Mestre. Il pannello centrale raffigurante santa Caterina d'Alessandria riconoscibile dalla ruota spezzata e dalla corona, ospita la firma dell'artista sul piedistallo: JOANIS BABTISTE CONEGLANESIS OPUS.

Le tavole trittico di San Rocco in origine a Mestre
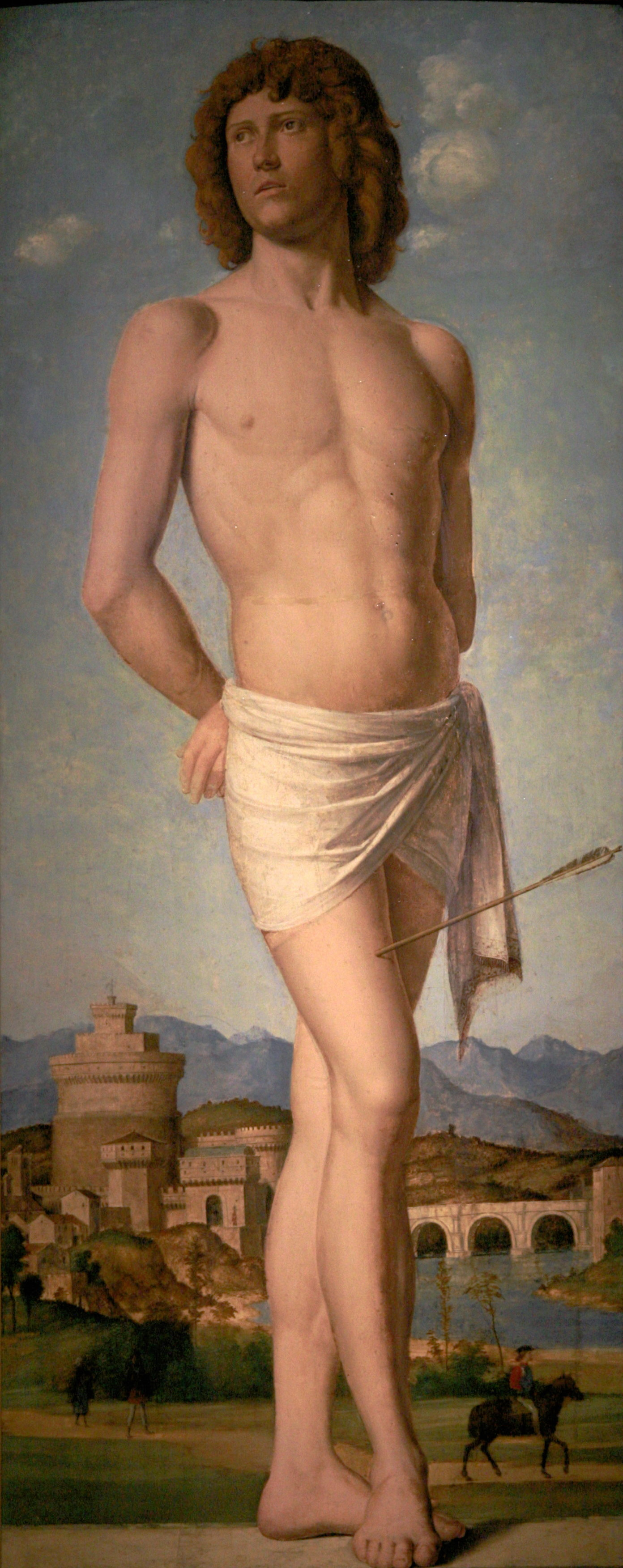
San Sebastiano Strasburgo, Musée des Beaux-Arts
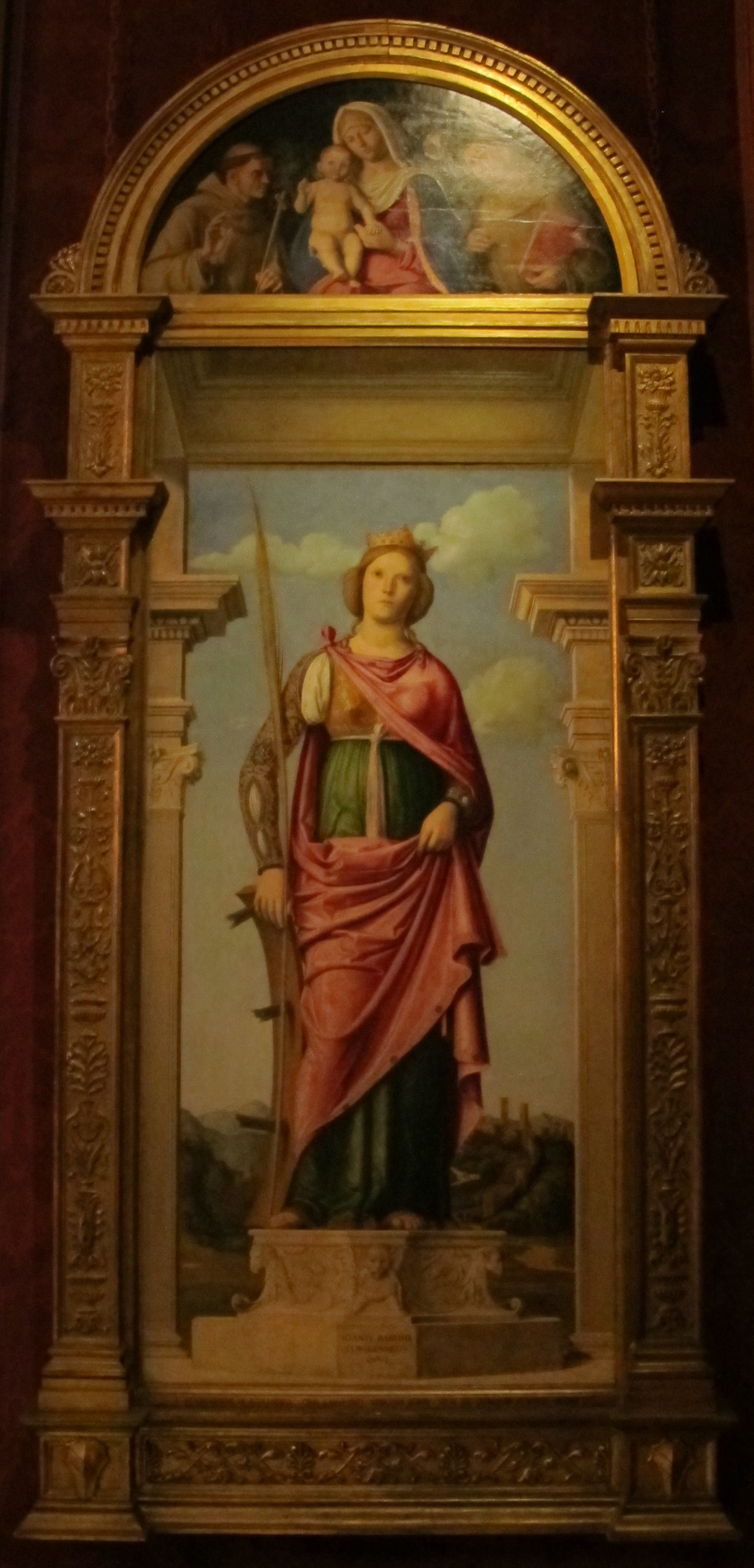
Santa Caterina d'Alessandria e la Madonna col Bambino tra i santi Francesco e Antonio, Londra, Wallace Collection
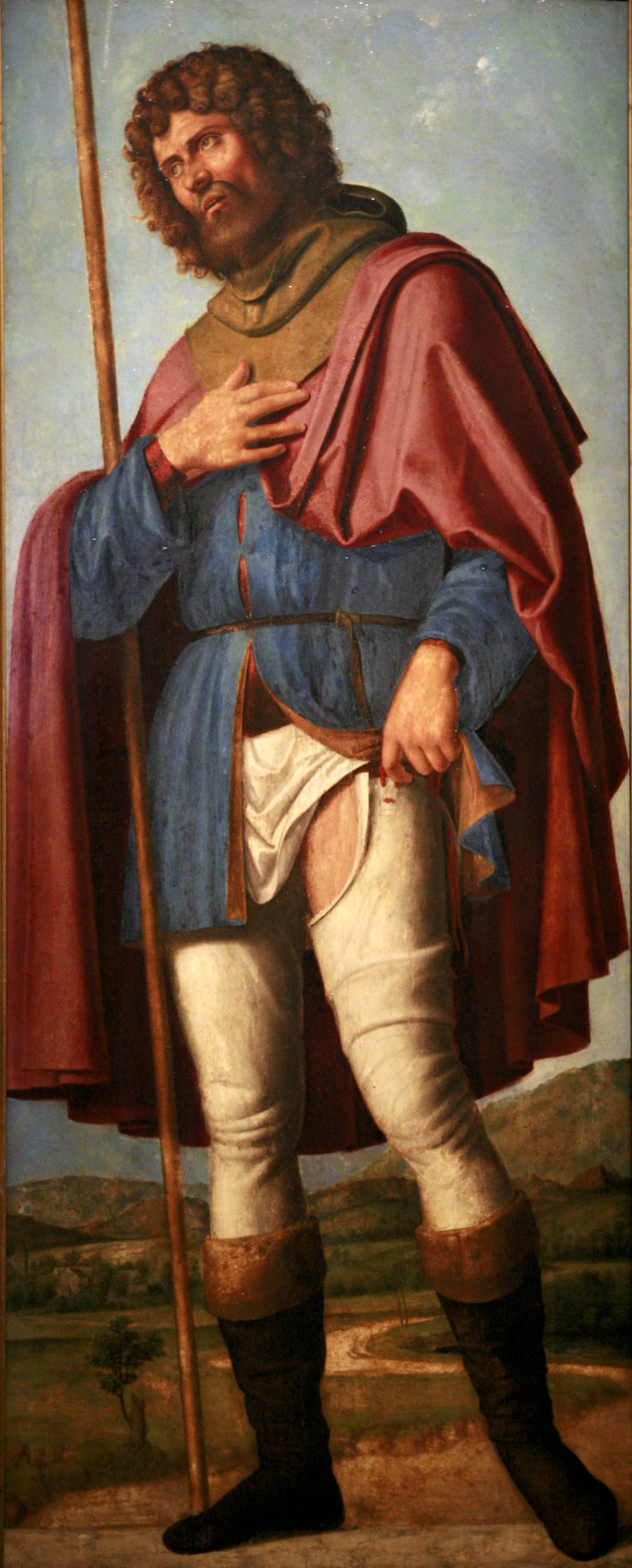
San Rocco Strasburgo, Musée des Beaux-Arts
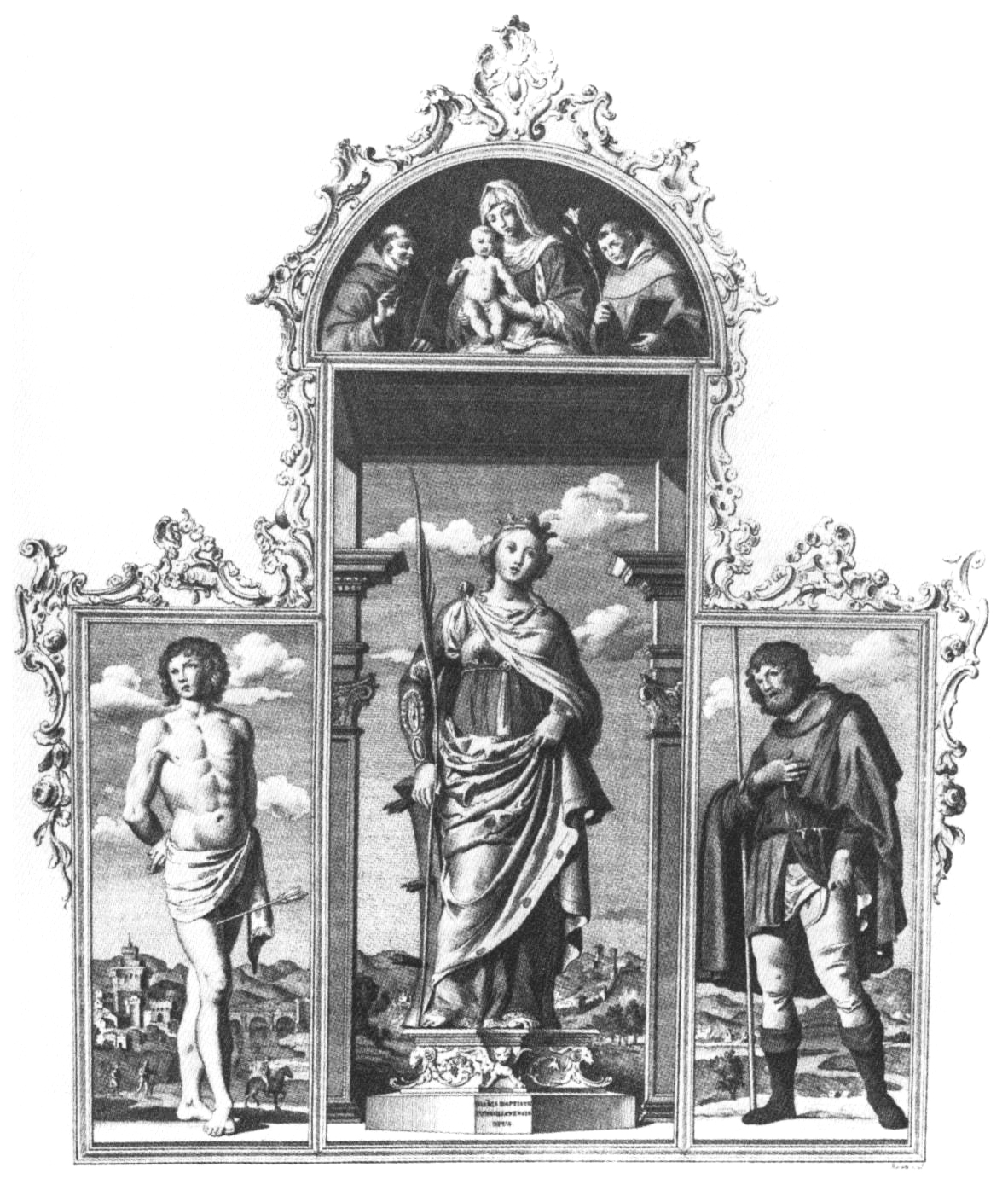
La composizione del trittico nel XVIII secolo